# Borgo Maggiore
Borgo Maggiore és un dels nou municipis (castelli) de la República de San Marino i fa frontera amb els municipis de San Marino, Serravalle, Domagnano, Faetano, Fiorentino i Acquaviva, i amb el municipi italià de Verucchio.
Hi trobem l'únic heliport del país.